# Leucopis conciliata
Leucopis conciliata is een vliegensoort uit de familie van de Chamaemyiidae. De wetenschappelijke naam van de soort is voor het eerst geldig gepubliceerd in 1972 door McAlpine and Tanasijtschuk.